# Fernando Jáuregui
Fernando Jáuregui Campuzano (Santander, 1950) es un periodista español.

## Prensa escrita
Tras cursar estudios de Derecho y Periodismo en Madrid, se incorpora al mundo de la comunicación, primero en Europa Press. En años sucesivos desarrolla una prolongada carrera como columnista en distintos periódicos de tirada nacional: Informaciones, Diario 16 (1975-1982), El País (1982-1989), El Periódico, El Independiente (1989), Ya y el El Correo.

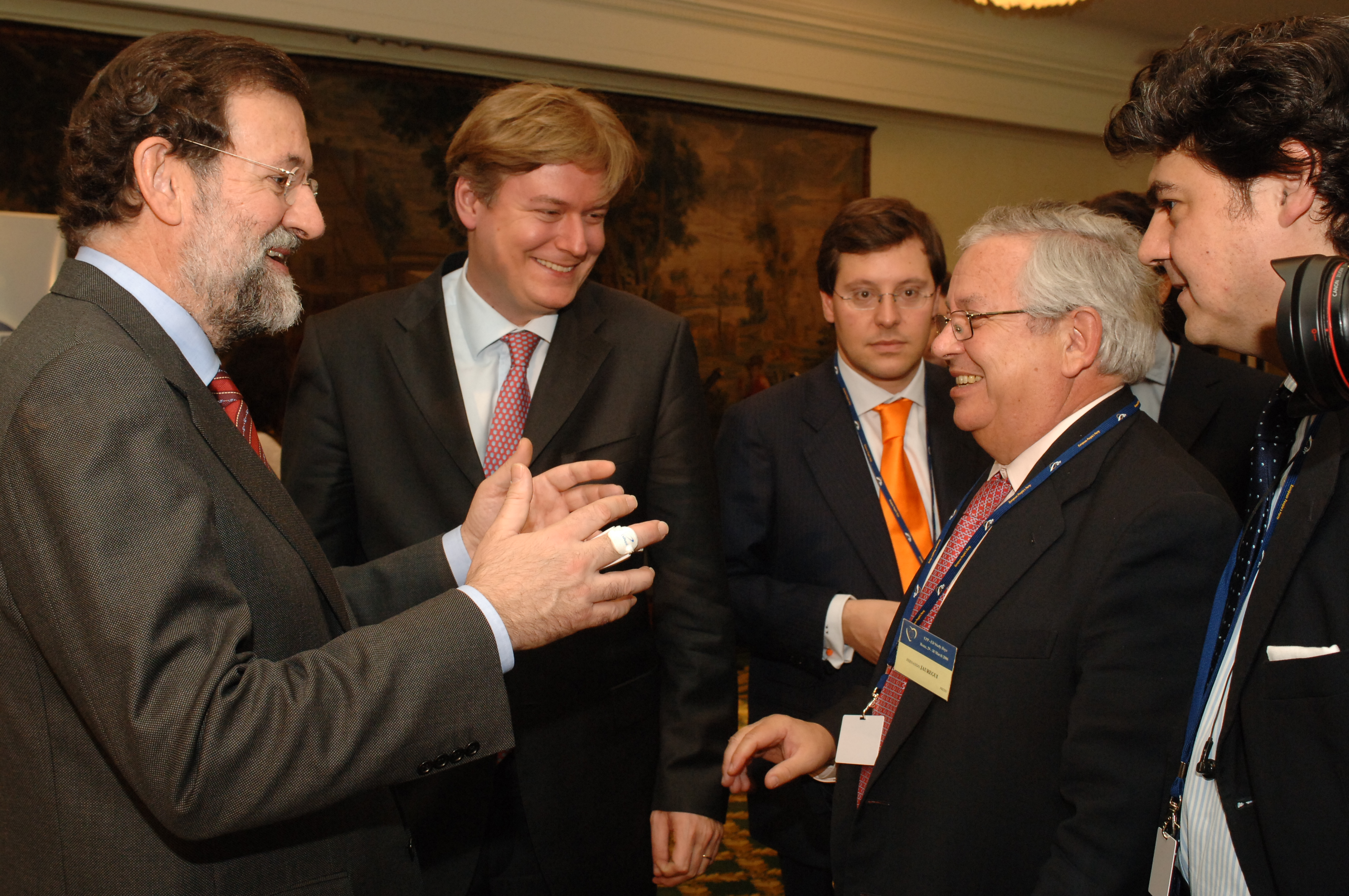
Fernando Jáuregui, segundo por la derecha

En el pasado ha escrito en el diario El Mundo, en la Agencia Colpisa y en el periódico oscense Diario del Altoaragón, la revista Más-Más y la edición y dirección del diario digital Diariocritico.com. En este último hasta 2015, cuando pasó a presidir el proyecto Educa 2020.

## Radio
En radio ha sido comentarista político tanto en la Cadena COPE como en Radio Nacional de España. En 1993 se incorpora a Onda Cero, y en 1995 forma parte del equipo que pone en marcha el espacio de debate La brújula, dirigido por Ernesto Sáenz de Buruaga.
En septiembre de 1997 se incorpora a Radio Nacional de España, colaborando con el programa 24 horas hasta mayo de 2004. Regresó a Radio Nacional de España en septiembre de 2013 como colaborador del programa Las mañanas de RNE.
En 2004 comenzó a colaborar en el programa Herrera en la onda en Onda Cero hasta 2010 que fichó por la Cadena COPE para el programa «La Linterna» de Juan Pablo Colmenarejo y a partir de 2015 Herrera en COPE, el programa matinal de Carlos Herrera en la Cadena de Ondas Populares Españolas.

## Televisión
En 1993 es nombrado subdirector de los servicios informativos de Telecinco, al tiempo que dirige el espacio Mesa de Redacción (1994-1995) en sustitución de Miguel Ángel Aguilar, primero junto a Luis Mariñas y Julio Fernández y más tarde en solitario.
Finalizada esa etapa, se incorpora como tertuliano al programa Los desayunos de TVE (1997-2004).
Desde 2004 colabora en la tertulia de los espacios Alto y Claro (Telemadrid), El Programa de Ana Rosa (Telecinco), La vuelta al mundo (2009-2010) en Veo7, Las mañanas de Cuatro (2011), La noche en 24 horas (2012-2018) y El cascabel en 13TV.

## Libros publicados
- La otra historia de UCD (1980), (con Manuel Soriano).
- Crónica del antifranquismo (1985), con Pedro Vega
- La Derecha después de Fraga (1987)
- Julio Anguita (1992)
- La metamorfosis : los últimos años de Felipe González : de la crisis de Suresnes a la crisis del XVIII Congreso (1993).
- El hombre que pudo ser FG : pasión y muerte de Antonio Amat "Guridi" y otros "malditos" del PSOE (1994), con Manuel Ángel Menéndez Gijón.
- Lo que nos queda de Franco : símbolos, personajes, leyes y costumbres, veinte años después (1995)
- Crónicas de la crispación (1996), (con Pilar Cernuda).
- Aznarmanía (1997), (con Pilar Cernuda).
- Servicios Secretos (2000) (con Pilar Cernuda y Joaquín Bardavío).
- 23-F: la conjura de los necios (2001) (con Pilar Cernuda y Manuel Ángel Menéndez Gijón).
- El sequerón : ocho años de aznarato (2004) (con Pilar Cernuda).
- Cinco horas y toda una vida con Fraga (2004).
- Los secretos del Nuevo Periodismo (2006) (coordinador, con Manuel Ángel Menéndez Gijón).
- La decepción (2008).
- El Zapaterato. La negociación. El fin de ETA (2010) (con Manuel Ángel Menéndez Gijón).
- Historia vivida de España: de Franco a Podemos (2015).
- Los abogados que cambiaron España: (2019).
- La ruptura (2020).
- El cambio en cien palabras (2025).

## Premios
- 2020 Premio 'Degá Roda i Ventura' del Colegio de Abogados de Barcelona a su trayectoria como periodista y escritor.[2]